# Граве
Граве (на нидерл. Grave) е община и град в южна Нидерландия. Разположен е около река Маас. Обявен е за град през 1923 г. Населението му наброява 12 765 жители към 1 януари 2007 г.
В района на града се водят ожесточени бойни действия по време на Операция „Маркет-Гардън“, проведена в края на Втората световна война.

## Известни личности
Родени в Граве
- Йоханес Вийр (1515 – 1588), лекар